# 周祖堯
周祖尧（1494年—？），字宗道，山東承宣佈政使司兖州府东平州人。明朝政治人物。

## 生平
治《書經》，正德十四年（1519年）由州學生中式己卯科山東鄉試第三名舉人，嘉靖二年（1523年）癸未科會試第二百八十六名，第二甲第三十七名進士。授户部主事，升员外郎，管理淮安钞关。累官陕西西安府知府、直隸保定府（今河北省保定市）知府、直隶太平府知府。不久調江西南康府。历任两浙都轉鹽運使司運使，官至太仆寺卿。

## 事跡

周祖堯重建之白鹿洞書院棂星门

南康知府任內，曾重建白鹿洞書院石牌坊。

## 家族
曾祖周监，府檢校。祖父周恺。父周瑀。母李氏。具庆下。行一，由弟祖舜。